# Zeev Steinberg
Zeʾev Steinberg (hebräisch ווֹלפגנג שטַיינברג; geboren als Wolfgang Steinberg 27. November 1918 in Düsseldorf; gestorben 22. Mai 2011 in Israel) war ein israelischer Bratschist und Komponist.

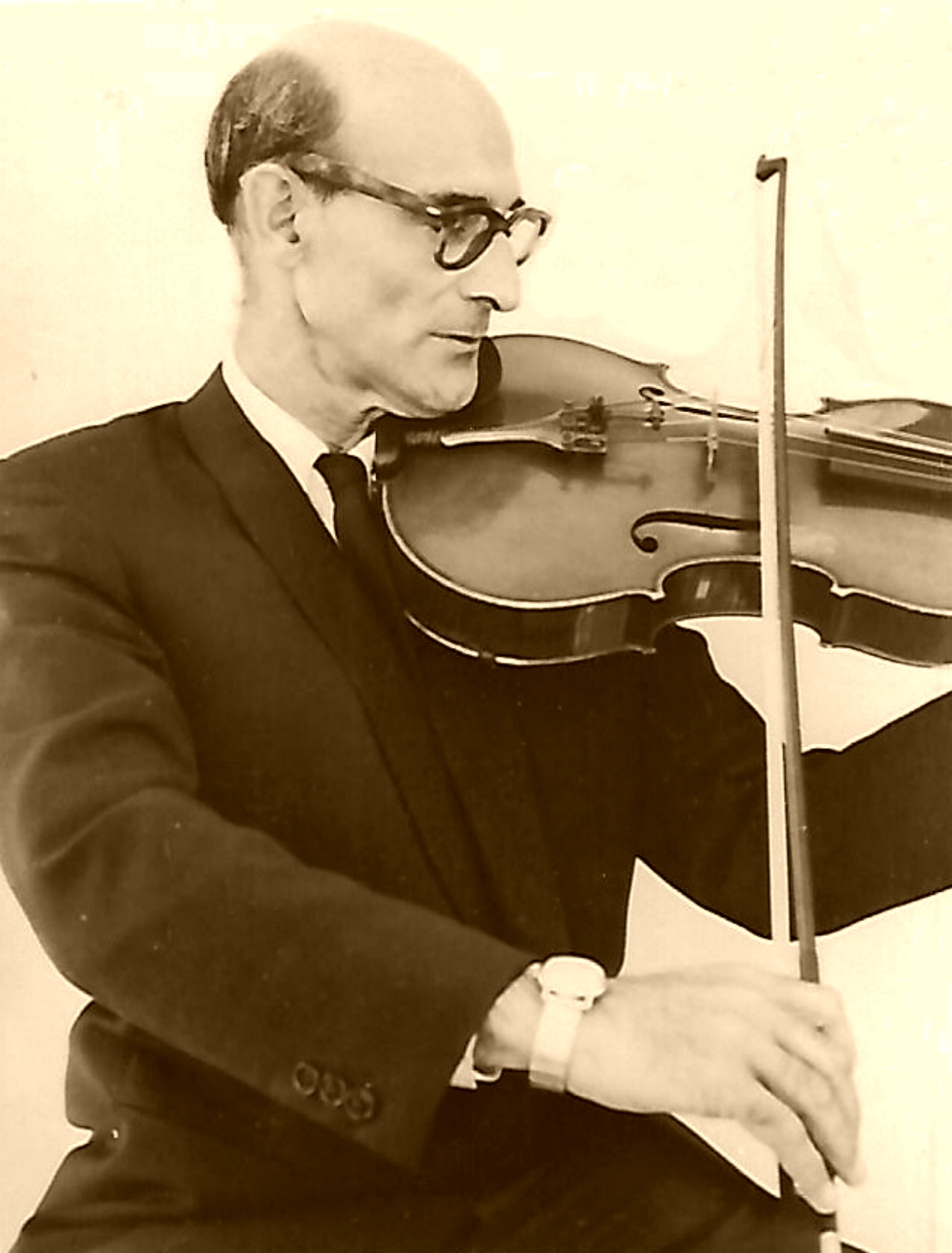
Zeev Steinberg (1965)

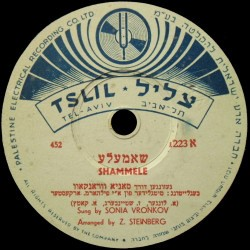
Sonja Wronkow: Shammele, arrang. Z. Steinberg (1948)

## Leben
Wolfgang Steinberg war ein Sohn des Arztes Paul Steinberg (1889–1967) und der Ärztin Margarete Hirschland (1890–1970), er hatte eine Schwester. Seine Eltern hatten ihre Arztpraxis in Trier, wo Steinberg aufwuchs. Sein Vater hatte in Köln an der Musikhochschule Violine studiert, so erhielt auch Wolfgang seit dem fünften Lebensjahr Geigenstunden.
Steinberg ging nach der Machtübergabe an die Nationalsozialisten 1933 in das Vorbereitungscamp der Hachschara nach Spreenhagen und 1934 mit der Jugend-Alijah nach Palästina, wo er sich als Landarbeiter in den Kibbuz Ein Harod integrierte. Nebenher spielte er weiter auf seinem Instrument.
Im Jahr 1938 heiratete er die aus Stuttgart stammende Chava (Gretel) Weil (1911–1974), sie hatten zwei Kinder. Sie zogen nach Tel Aviv, wo Steinberg sich als Taxifahrer und Gelegenheitsmusiker durchschlug. Ab 1939 nahm er Unterricht für die Bratsche bei Ödön Pártos und Lorand Fenyves, die beide auch im Palestine Orchestra spielten. 1943 wurde Steinberg von Leo Kestenberg als festes Mitglied in das Orchester aufgenommen. Ab 1970 erhielt er das zweite Pult. Er spielte auch noch nach seiner Pensionierung 1985 für weitere zehn Jahre im Orchester. Im Jahr 1990 wurde er Mitglied des Israel Chamber Orchestra Ramat Gan an der ersten Bratsche. Steinberg spielte stets in  Streichquartettformationen: 1943–49 The Israel Mozarteum Quartet; 1949–1957 The Polishuk Quartet; 1957–59 The Tel-Aviv Quartet und die längste Zeit 1959–1993 The Israel String Quartet. Er hatte Auftritte als Solobratschist mit den verschiedenen israelischen Sinfonieorchestern, wobei er auch sein eigenes Viola-Konzert zur Aufführung brachte.
Steinberg war seit 1952 Lehrer für Viola an der Academy of Music der Universität Tel Aviv und wurde 1956 zum Senior Lecturer ernannt. Er erteilte auch Unterricht an der Jerusalem Academy of Music and Dance.

## Kompositionen (Auswahl)
Auflistung in englischer Sprache
- Sonata for 2 Violas (1955–56)
- 3 string quartets (1959; 1969; 1981–82)
- 6 Miniatures for Cello and Piano (1961)
- 4 Bagatelles for 2 Recorders (1962)
- 2 concerti da camera: No. 1 for Viola and String Orch. (1962); No. 2 for Violin and 8 Instruments (1966)
- Purint Variations on a nursery song for Horn and String Trio (1963)
- The Story of Rahab and the Spies, biblical cantata (1969)
- Festive Prologue for Flute, Oboe, and String Trio (1969)
- 2 Songs without Words for Viola, String Quartet, and String Orch. (1970)
- Suite for Bass Flute in C (1972)
- Variations and Dance for Violin (1976)
- Prelude and Fughetta for Flute, Viola, and Harp (1977)
- 4 Pieces for Orch. (1985)
- 7 Pieces for 11 Instruments (1987)